# Robaków (stacja kolejowa)
Robaków – zlikwidowana stacja kolejowa w Robakowie, w województwie wielkopolskim, w Polsce, na trasie wąskotorowej linii Witaszyce Wąskotorowe – Zagórów.